# Comité Europeo de Reguladores de Valores
El Comité Europeo de Reguladores de Valores (CERV) (en inglés, Committee of European Securities Regulators o CESR) fue un comité independiente de reguladores europeos de valores creado a raíz del proceso Lamfalussy establecido por la Comisión Europea el 6 de junio de 2001.
Las funciones de este comité eran:
- Mejorar la coordinación entre los reguladores de valores
- Actuar como un grupo consultivo para asistir a la Comisión Europea
- Trabajar sobre la aplicación de la legislación comunitaria en los Estados miembros de la UE

Otros comités de nivel 3 del proceso Lamfalussy fueron el Comité de Supervisores Bancarios Europeos (CEBS) y el Comité de Supervisores Europeos de Seguros y Planes de Pensiones (CEIOPS).
El 1 de enero de 2011, el CESR fue reemplazado por la Autoridad Europea de Valores y Mercados (ESMA), que forma parte del Sistema Europeo de Supervisión Financiera.